# Wilhelm Engelhard (Politiker)
Johann Wilhelm Jakob Engelhard (* 31. Dezember 1803 in Mengeringhausen; † 24. Januar 1867 ebenda) war ein deutscher Jurist und Politiker.
Engelhard war der Sohn des Kaufmanns, Bürgermeisters und Landstandes Carl Georg Ludwig Engelhard und dessen Ehefrau Friederike Luise Wilhelmine geborene Schreiber. Er heiratete am 27. September 1829 in Mengeringhausen Luise Severin (1804–1888), eine Tochter von Carl August Severin. Engelhard studierte ab 1827 Rechtswissenschaften an der Universität Göttingen und war ab 1830 Advokat. 1837 wurde er Stadtsekretär in Mengeringhausen und übernahm 1841 die provisorische Verwaltung der Allgemeinen Staatsdiener-Witwenkasse. 1850 wurde er Kreissekretär in Arolsen. 1849 bis 1851 war er für den XI. Wahlkreis Abgeordneter im Landtag von Waldeck-Pyrmont. 1852 bis 1859 war er erneut Abgeordneter, nun für den Wahlkreis Kreis der Twiste.